# لیمباخ-اوبرفرونا
شهر لیمباخ-اوبرفرونا (به آلمانی: Limbach-Oberfrohna) در ایالت زاکسن در کشور آلمان واقع شده‌است.